# 谷口英規
谷口 英規（たにぐち ひでのり、1969年7月20日 - ）は、日本の野球選手（内野手）、野球指導者、学者。2000年から上武大学で硬式野球部の監督を務め、ビジネス情報学部スポーツ健康マネジメント学科教授でもある。旧名は谷口 英功。

## 人物・来歴
浦和学院では鈴木健と同期で、1986年夏には2年生エースとして同校初の全国大会である第68回全国高等学校野球選手権大会への出場を果たす。本大会では3回戦で大会屈指の好投手と言われた上田俊治を擁し、２番手投手として高津臣吾も控えていた広島工を完投で、準々決勝では岡林洋一を擁する高知商を4安打完封してそれぞれ破り、ベスト4に進出。準決勝で水口栄二と佐野重樹を擁する松山商に敗れた。また、大会終了後には韓国遠征に参加する日本代表に選ばれている。翌年も選手権大会に出場したが、初戦で伊良部秀輝を擁する尽誠学園と対戦し、7回まで無失点に抑えるも伊良部に本塁打を浴びて敗れている。
高校時代はスクリューボールを決め球に持つサウスポーだったが、東洋大学で3年生の時に肩を故障して野手に転向した。なお、大学の同期に桧山進次郎がいる。
大学卒業後は東芝に進み、右足を開く極端なオープンスタンスの構えを確立し、レギュラーの座を獲得した。1993年にはアジア選手権の日本代表に選ばれている。同年は日本石油の補強選手として都市対抗に出場し、不振の徳永耕治に代わって一塁手を務めた。初戦から決勝戦まで5試合連続の6本塁打を放つとともに打率.524で首位打者賞を受賞し、チームの優勝に大きく貢献して橋戸賞に選ばれている。また、一塁手として同年の社会人ベストナインも受賞した。翌1994年にIBAFワールドカップの日本代表に選ばれるなど活躍し、1995年には葛城弘樹の後を受けて主将に就任している。1998年に戦力外通告を受けて退部した。
2000年1月に上武大学野球部監督に就任。同年春季の関甲新学生リーグで優勝し、翌2001年春から5季連続、2006年春からは6季連続でリーグ優勝を果たすなど、同校を強豪に成長させる。また、2004年の第2回世界大学野球選手権や第33回日米大学野球では日本代表コーチを務めた。なお、2004年には大学選手権でベスト8に入り、2009年には神宮大会で準優勝し、2013年には大学選手権で初優勝を果たすなど、全国大会でも上位進出を果たしている。同校初のプロ野球選手を輩出して以来、自身の出身である東芝を経た安達了一や宮川哲をはじめとして数多くの選手が社会人野球を含むチームで活躍している。
また、2007年4月より上武大学ビジネス情報学部准教授を務め、2017年4月に同学部教授に就任した。

## キャリア・経歴
- 2004年、第2回世界大学野球選手権大会・第33回日米大学野球選手権大会日本代表コーチ
- 2009年、明治神宮野球大会準優勝監督
- 2013年、全日本大学野球選手権大会（第62回）優勝監督